# باشگاه ورزشی آفریقا آبیجان
باشگاه ورزشی آفریقا آبیجان (انگلیسی: Africa Sports d'Abidjan) یک باشگاه ورزشی در شهر آبیجان، ساحل عاج است که عمده فعالیت آن در ورزش فوتبال است.
این باشگاه که در سال ۱۹۴۷ تأسیس شده سابقه ۱۸ قهرمانی در لیگ دسته اول فوتبال ساحل عاج و ۲۱ قهرمانی در جام حذفی فوتبال ساحل عاج را در کارنامه دارد.